# Саадьярве
Са́адьярве (ест. Saadjärve küla) — село в Естонії, у волості Тарту повіту Тартумаа.

## Населення
Чисельність населення на 31 грудня 2011 року становила 108 осіб.

## Географія
Село лежить на березі озера Саад'ярв.